# Slussfors
Slussfors svéd kistelepülés Storuman község területén, Västerbotten megyében, a Lappföldön, 65 km-re északnyugatra Storuman helységtől és 65 kilométerre délkeletre Tärnaby településtől az E12 és a Kék út nevű turistaútvonal mentén.
A falu három részből áll: Nedre by (Alsófalu), Mittibyn (Közép-falu) és Forsnacken. Az alsó részen folyik át a Gierjesån (más formában Kirjesån, a dél számi nyelvű "girkie-johke", azaz „Kőpatak” svédesítése) ami az Ume-folyóba, illetve az annak itteni szakaszát alkotó Storuman-tóba torkollik. Ezen a folyócskán található itt a Slussfors („Zsilip-zuhogó”) nevű sellő, amiről a falu a nevét kapta. A helység nevét első ízben egy 1824-es oklevél említi.
A falu festői környezetben található a Kék útról is látható zuhogó mellett, kilátással a távolabbi fjellekre, a Gardfjället masszívumra. Északra a Vindelfjällen természetvédelmi terület található.
A falu középső részén hatosztályos iskola, könyvtár, és síugrósánc található, az utóbbit Anja Pärson többszörös olimpiai- és világbajnok alpesi síző avatta fel. A lakosság száma fokozatosan csökken, az 1900-as 107 főről 2005-re 77 főre.

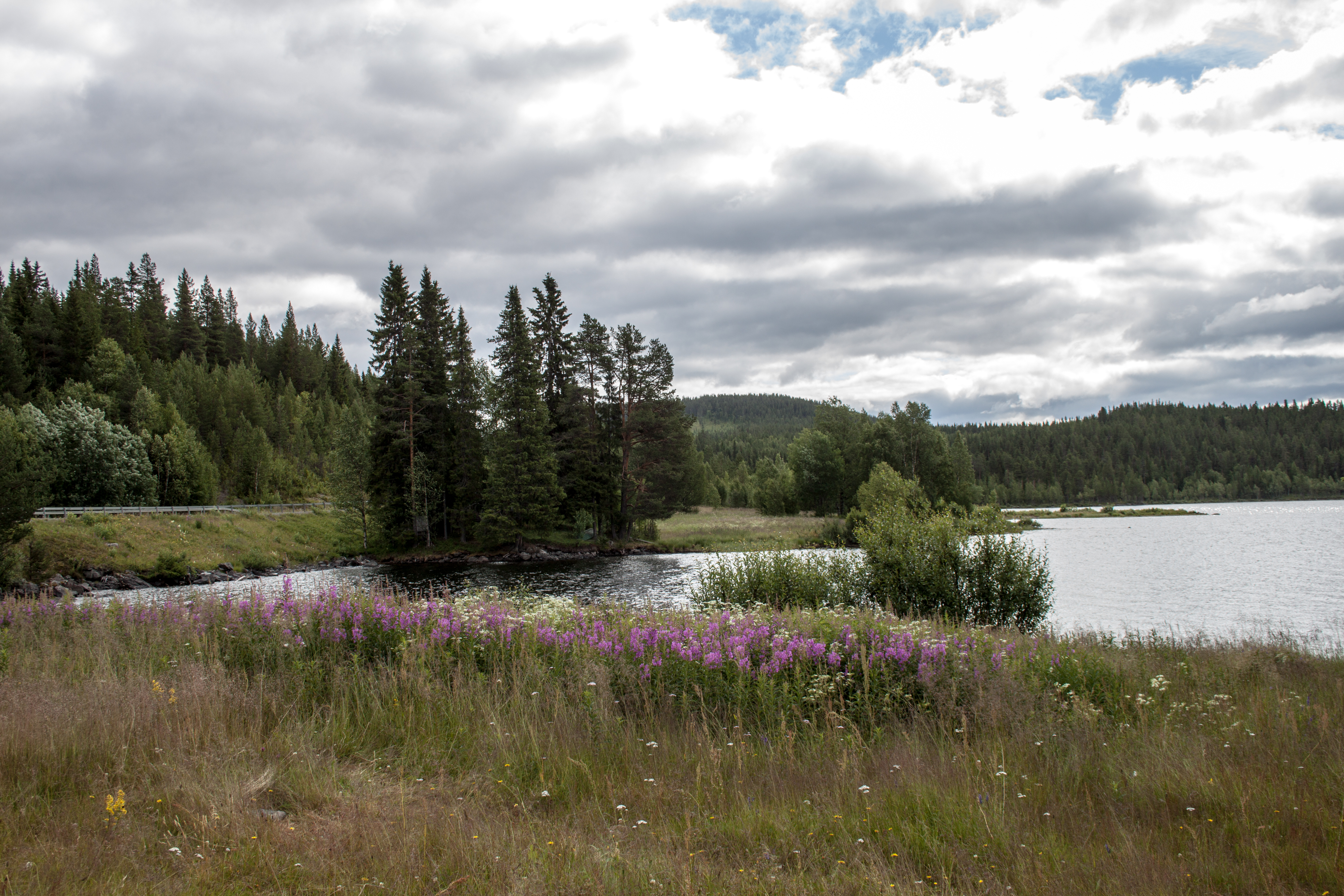
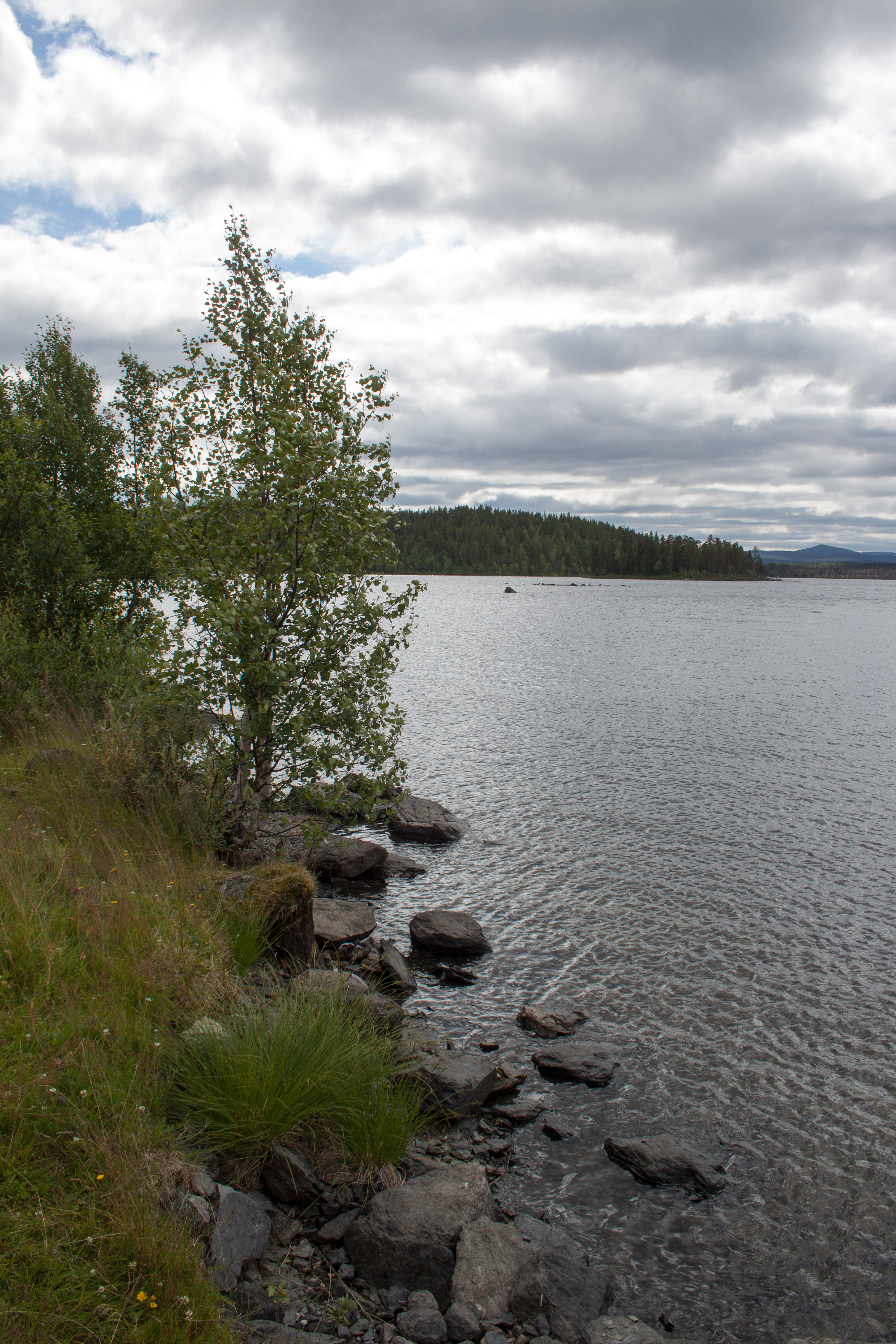
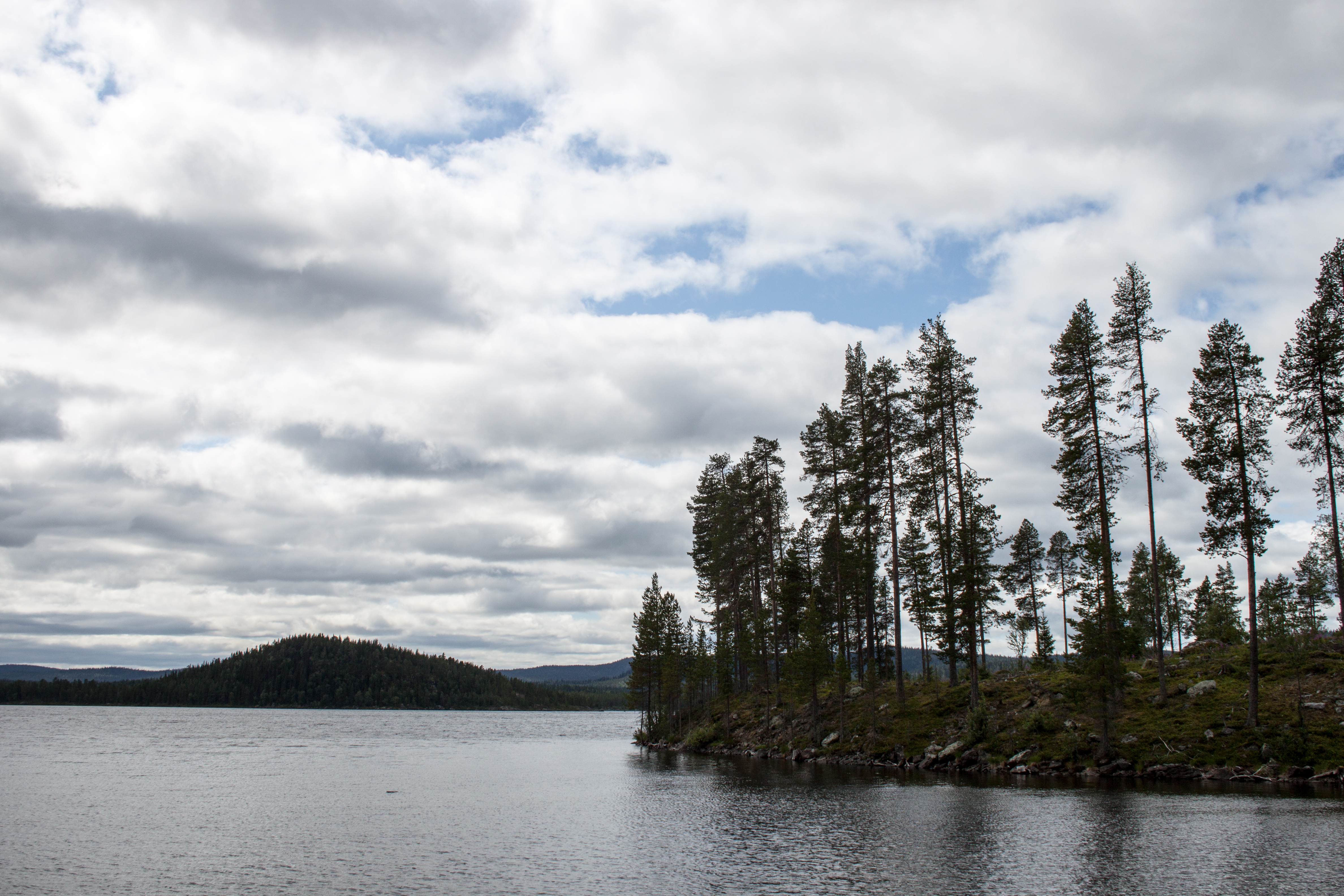
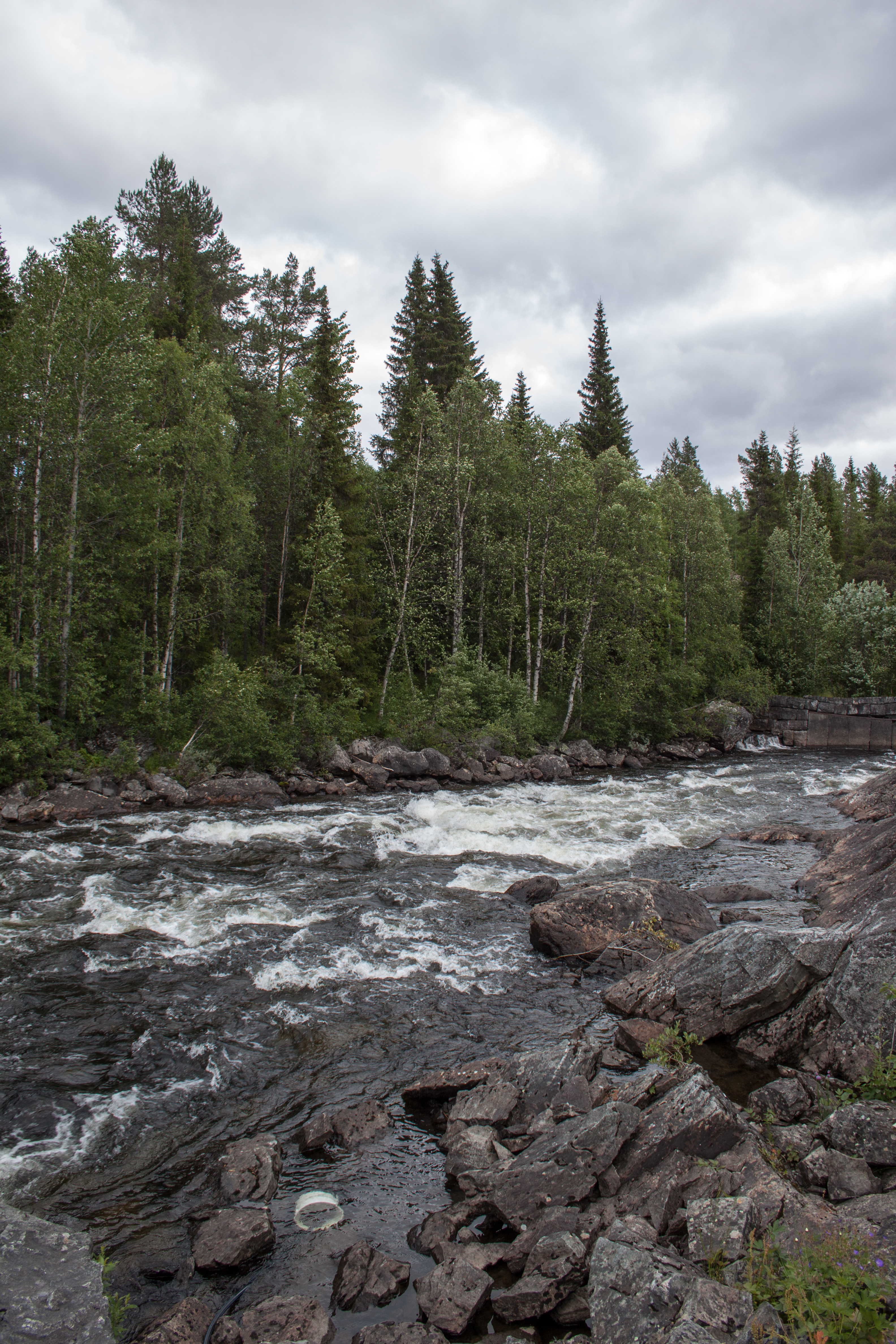
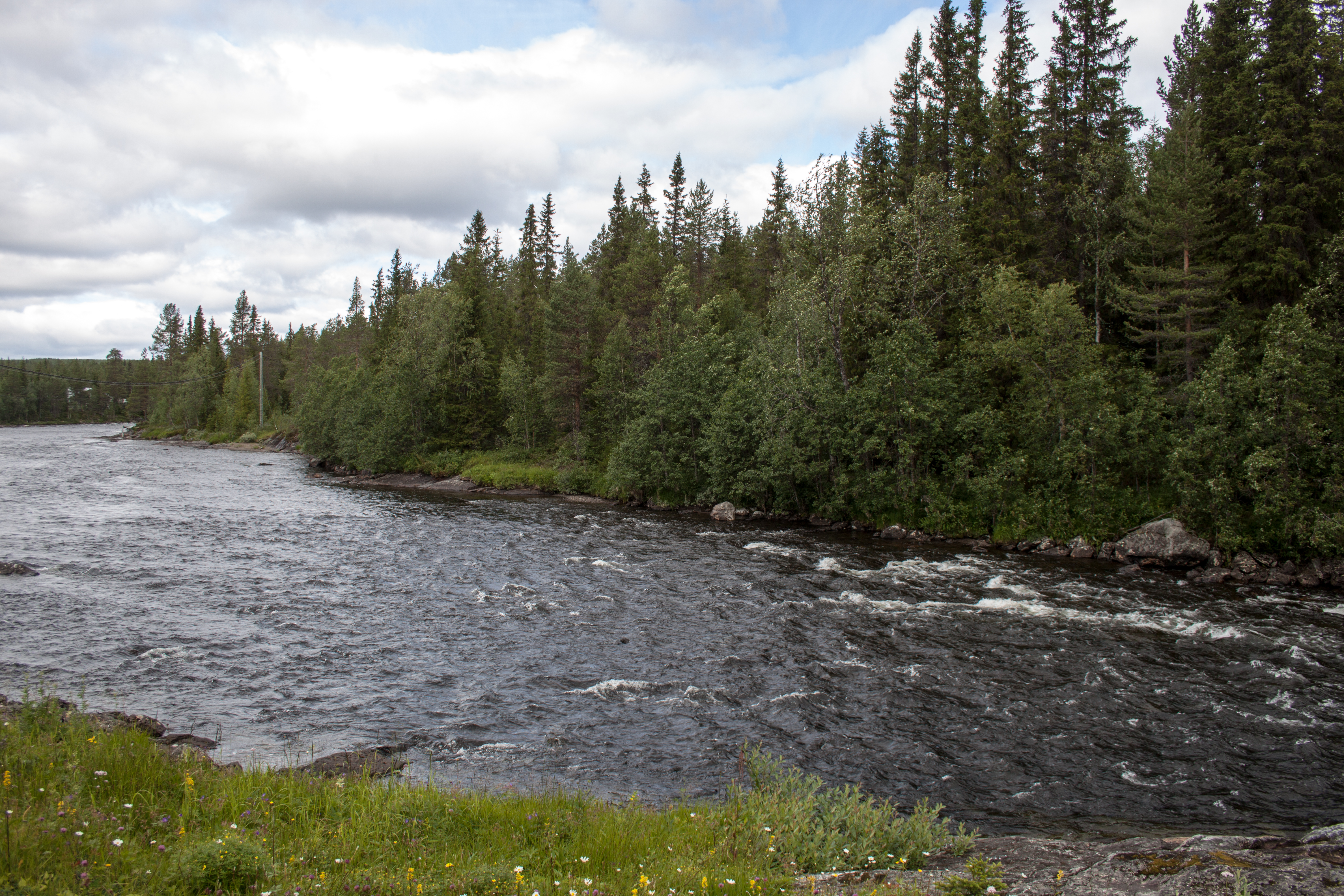

## Fordítás
- Ez a szócikk részben vagy egészben a Slussfors című svéd Wikipédia-szócikk ezen változatának fordításán alapul.  Az eredeti cikk szerkesztőit annak laptörténete sorolja fel. Ez a jelzés csupán a megfogalmazás eredetét és a szerzői jogokat jelzi, nem szolgál a cikkben szereplő információk forrásmegjelöléseként.